# Phillips Arm
Phillips Arm ist ein in Nordrichtung verlaufender fjordartiger Nebenarm des Cordero Channel in Kanada. In seine Spitze entwässert sich der Phillips River. Ursprünglich ein reiches Fischereirevier der Kwiakah, einem Stamm der Lekwiltok, wurden diese ab Mitte der 1890er Jahre durch weiße Prospektoren verdrängt.

## Lage
Er liegt nördlich von East Thurlow Island auf dem Festland von British Columbia in Kanada. Ein gleichnamiges ehemaliges Holzfällercamp befand sich an seinem Ostufer auf dem Festland. Westlich liegt, durch mehrere Meeresarme getrennt, die Insel Vancouver Island. Phillips Arm ist etwa 10 km lang.

### Benachbarte Orte
- Thurlow auf East Thurlow Island
- George River auf dem Festland